# Lesley-Anne Down
Lesley-Anne Down (Wandsworth, Londres, Inglaterra, 17 de marzo de 1954) es una actriz británica conocida por su trabajo en series de televisión como Arriba y abajo y Norte y Sur.
Se la recuerda por su papel en la exitosa serie Arriba y abajo y además interpretó a Esmeralda en una versión de El jorobado de Nuestra Señora de París para la televisión (1982). 
También participó en películas como The First Great Train Robbery (1978).  Se codeó con Elizabeth Taylor en una adaptación al cine del musical A Little Night Music y también tuvo un papel secundario en la película de Hammer Productions, Condesa Drácula junto a Ingrid Pitt, donde interpretó a la hija de la Condesa Bathory.  
Rechazó dos papeles en proyectos que alcanzaron fama mundial: el papel que finalmente hizo Anne Archer en Atracción fatal, y otro en la serie de televisión El pájaro espino, protagonizada por Richard Chamberlain.